# ハファエウ・ガリャルド・ジ・ソウザ
ガリャルド（Galhardo）またはハファエウ・ガリャルド（Rafael Galhardo）ことハファエウ・ガリャルド・ジ・ソウザ（ポルトガル語: Rafael Galhardo de Souza、1991年10月30日 - ）は、ブラジルのサッカー選手。ポジションはDF。

## クラブ歴
CRフラメンゴの下部組織に在籍した。2009年8月30日に行われたクルゼイロEC戦でジョルビソンに代わって出場しカンピオナート・ブラジレイロ・セリエA初出場。トップチームに2010年半ばに昇格したが、レオ・モウラの控えとしての立ち位置であった。2011年4月27日に行われたコパ・ド・ブラジルのオリゾンテFC戦で初得点。
2012年5月18日にサントスFCにダヴィド・ブラスとともに、イブソンと交換で移籍した。しかし、初年度はブルーノ・ペレスの控えであった。
2013年12月20日にシシーニョの加入によってサードチョイスにまで序列が落ちると、ECバイーアに1年のレンタル移籍。しかしここでもあまり出場機会を得られず、全国選手権最後の5試合に守備的ミッドフィールダーとして起用されたのみであった。
2015年1月10日にグレミオFBPAに1年の期限付き移籍。レギュラーとして全国選手権33試合に出場し2得点、プラカール紙によって最優秀右サイドバックに選ばれた。
2015-16シーズンにRSCアンデルレヒトに加入した。しかし出場機会は乏しくアトレチコ・パラナエンセに期限付き移籍。
膝の負傷から回復するとクルゼイロECに加入した。2018年にCRヴァスコ・ダ・ガマに移籍。

## 家族
兄のマルキーニョスもサッカー選手であったが、2013年4月に交通事故で亡くなっている。

## タイトル

### クラブ
フラメンゴ
- カンピオナート・ブラジレイロ・セリエA: 2009
- カンピオナート・カリオカ: 2011

バイーア
- カンピオナート・バイアーノ: 2014

グレミオ
- コパ・ド・ブラジル: 2016
- カンピオナート・ガウショ: 2019

### 代表
ブラジルU-20
- 南米ユース選手権: 2011
- FIFA U-20ワールドカップ: 2011

### 個人
- ボーラ・ジ・プラッタ: 2015